# فریتس رولاند

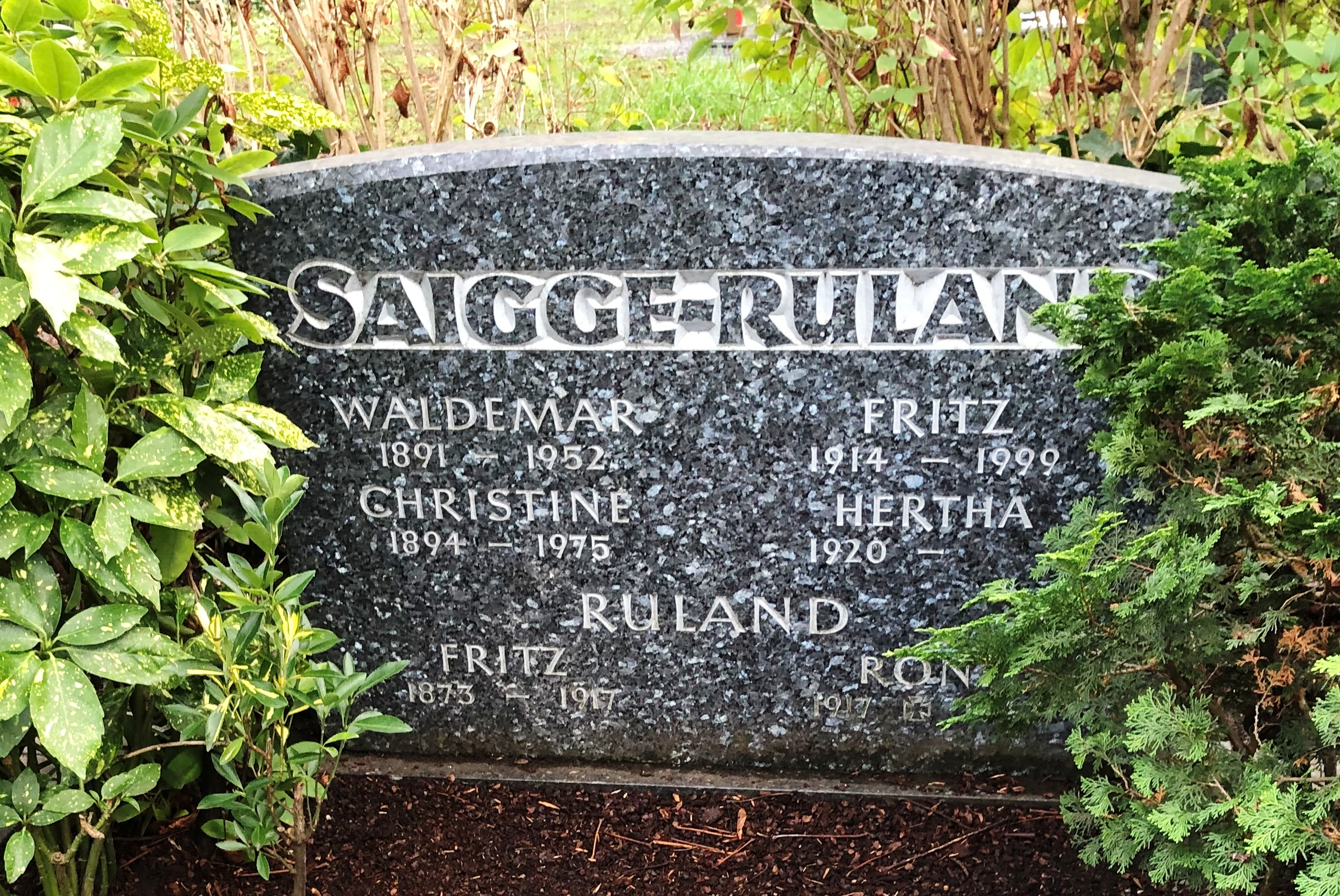
نمایی از سنگ‌مزار فریتس رولاند

فریتس رولاند (انگلیسی: Fritz Ruland; ۱۱ ژانویهٔ ۱۹۱۴ – ۷ ژانویهٔ ۱۹۹۹) دوچرخه‌سوار اهل آلمان بود.